# بیست‌وچهار مثلث وجهی

بیست‌وچهار مثلث وجهی

در هندسه ، بیست‌وچهار مثلث وجهی یک مزدوج‌های ارشمیدسی یا جسم کاتالان است که مزدوج مکعب بریده‌شده است.دارای ٢٤ وجه مثلثی است.
می توان آن را بصورت هشت‌وجهی منتظم دید که هرم های مثلث القاعده به هر وجه اضافه شده است.